# 原田伸郎のめざせパーゴルフ
『原田伸郎のめざせパーゴルフ』（はらだのぶろうのめざせパーゴルフ）はサンテレビジョンをキーステーションとして放送されているゴルフのラウンドレッスン番組である。

## 概要
本番組は1988年4月4日に開始され、2021年10月現在は『めざせパーゴルフⅢ』として放送されている。
番組はあのねのねのメンバーの一人であり、タレントの原田がMCを務め、レギュラープロ、並びに毎月2名のマンスリーゲスト（プロ選手に加え、著名人を主としたアマチュアゴルファーも参加する）を、2人1組のチーム戦形式による毎週2ホールづつ、1か月8ホール（サンテレビにおける初回放送曜日が5週ある月は10ホール）のマッチプレー形式で争うが、通常のマッチプレーに加え、成績に応じたポイントも加算される独自のローカルルールが設けられている。

## 放送局
| 放送対象地域 | 放送局名   | 放送時間           | 脚注  | 備考   |
| ------------ | ---------- | ------------------ | ----- | ------ |
| 兵庫県       | サンテレビ | 火曜 23:00 - 23:30 | [ 2 ] | キー局 |
| 群馬県       | 群馬テレビ | 水曜 22:30 - 23:00 | [ 2 ] |        |
| 神奈川県     | tvk        | 火曜 10:00 - 10-30 | [ 2 ] |        |
| 三重県       | 三重テレビ | 木曜 23:20 - 23:50 | [ 2 ] |        |
| 東京都       | TOKYO MX1  | 金曜 4:30 - 5:00   | [ 2 ] |        |

## 出演者
（2022年4月現在）
- 原田伸郎（司会）[2]
- 井戸木鴻樹（プロゴルファー）[2]
- 徳原恵梨（アシスタント）[1]
- マンスリーゲスト（2人。必ず1名はプロであるが、月によりプロのみ2人、ないしはプロ・アマ1名ずつとなるときがある。プロ・アマ1名ずつの場合は、原田とゲストプロ、井戸木とゲストアマのペアリングとなることが基本である）